# Henicophaps
Henicophaps – rodzaj ptaków z podrodziny treronów (Raphinae) w rodzinie gołębiowatych (Columbidae).

## Zasięg występowania
Rodzaj obejmuje gatunki występujące na Nowej Gwinei i sąsiednich wyspach oraz Archipelagu Bismarcka.

## Morfologia
Długość ciała 34–41 cm; masa ciała ok. 247 g.

## Systematyka

### Etymologia
- Henicophaps: gr. ἑνικος henikos „osobliwy, wyjątkowy”; φαψ phaps, φαβος phabos „gołąb”[6].
- Rhynchaenas: gr. ῥυγχος rhunkhos „dziób”; οινας oinas, οιναδος oinados „gołąb”[7]. Gatunek typowy: Henicophaps albifrons G.R. Gray, 1862.

### Podział systematyczny
Do rodzaju należą następujące gatunki:
- Henicophaps albifrons G.R. Gray, 1862 – cudolotka białoczelna
- Henicophaps foersteri Rothschild & E. Hartert, 1906 – cudolotka białogardła